# Sturnella bellicosa albipes
La loica peruana del sur o turpial belicoso del sur (Sturnella bellicosa albipes), es una subespecie de la loica peruana (Sturnella bellicosa), paseriforme de la familia Icteridae que vive en el noroeste de América del Sur.

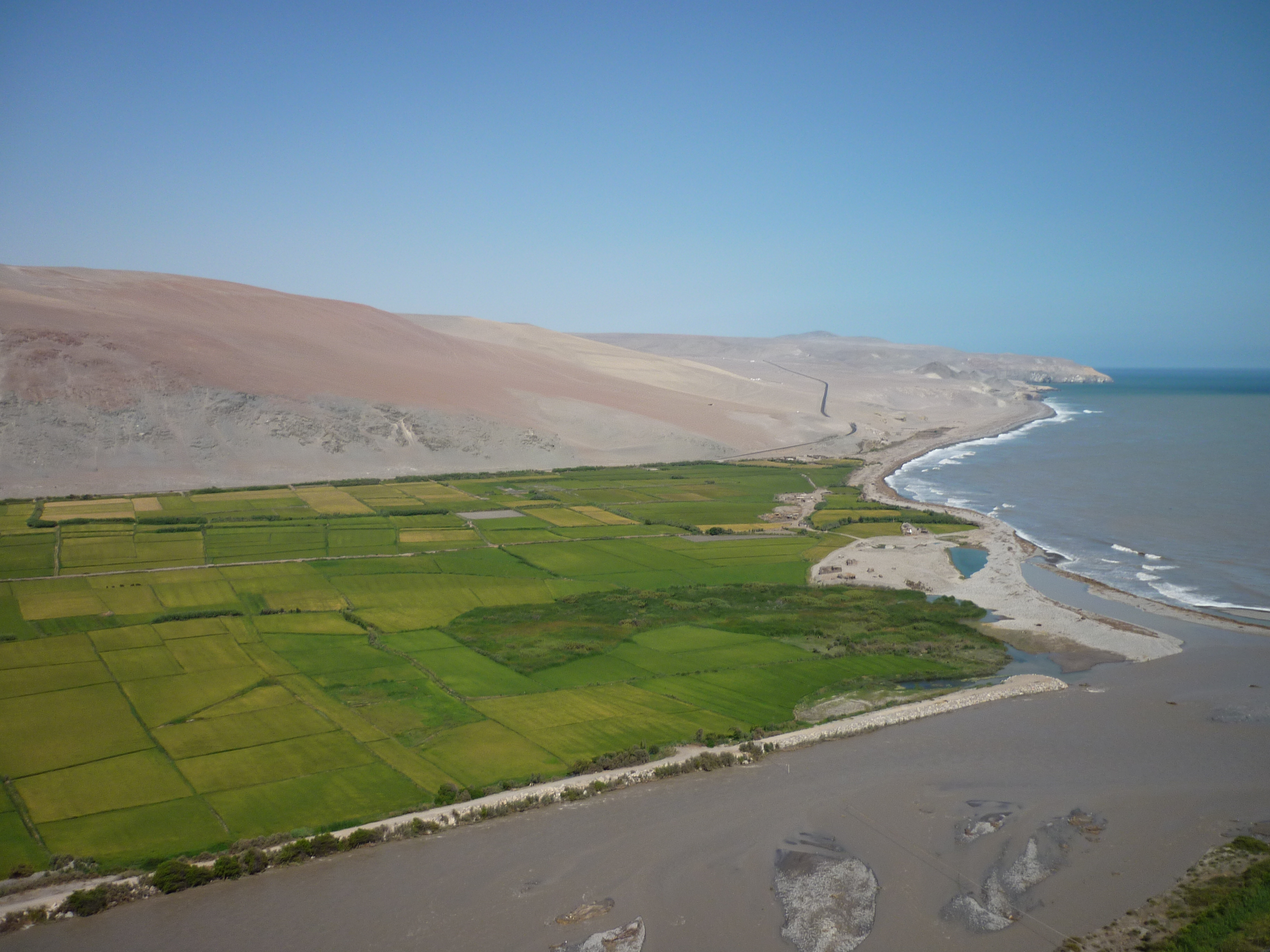
El hábitat de esta subespecie: río Ocoña, Perú.

## Distribución
Se distribuye en áreas secas y costeras desde Ica, por el centro y sur del Perú hasta el norte de Chile, en donde se lo encuentra desde los oasis de los valles próximos a Arica, hasta Quillagua, en la Región de Antofagasta.

## Descripción
Los machos son de color negro amarronado con la garganta y el pecho de color rojo brillante. Las hembras son de color más apagado y más rayadas que los machos. Su longitud es de unos 20 a 22 cm.

## Hábitat y costumbres
Su hábitat natural son matorrales secos subtropicales o tropicales, vegetación de pantanos intermareales, herbazales desérticos, oasis, y matorrales húmedos, desde el nivel del mar hasta alrededor de 1000 m s. n. m.

## Hábitos
Su manera de volar se caracteriza por un meneo similar al de los pájaros carpinteros. Se alimentan principalmente de insectos, y algunas semillas. 
Nidifica en el suelo generalmente bajo un arbusto o una mata de hierba. Crea un nido en forma de cúpula con fibras vegetales tejidas. La postura es de 3 a 5 huevos. El tordo renegrido (Molothrus bonariensis) suele reproductivamente parasitarlo.